# Vexillum sykesi
Vexillum sykesi is een slakkensoort uit de familie van de Costellariidae. De wetenschappelijke naam van de soort is voor het eerst geldig gepubliceerd in 1925 door Melvill.